# Saxifraga werneri
Saxifraga werneri är en stenbräckeväxtart som beskrevs av Font Quer och Pau. Saxifraga werneri ingår i Bräckesläktet som ingår i familjen stenbräckeväxter. Inga underarter finns listade i Catalogue of Life.